# DN23B
DN23B este un drum național care face legătura între Ciorăști și Măicănești.De la Ciorăști se continua cu DJ202 până la Râmnicu Sărat